# 貴種
貴種（きしゅ）は、その人の現在の地位や名声とは関係なく、高貴な家柄に属していた人のこと。

## 概要
日本においては皇室のような古くから続く名門や、旧華族に属していた人間などが挙げられ、その他に数代続いているような政治家一家の人間などを指すこともある。
欧米では王家やその近親者、あるいは古い歴史を持つ貴族など、貴種という言葉が指し示す範囲は地域や文化によってもかなり異なってくる。